# Kussajauratjah
Kussajauratjah är en sjö i Jokkmokks kommun i Lappland och ingår i Luleälvens huvudavrinningsområde. Sjön har en area på 0,157 kvadratkilometer och ligger 396 meter över havet. Sjön avvattnas av vattendraget Nårvejåkkå (Laddonbäcken).

## Delavrinningsområde
Kussajauratjah ingår i det delavrinningsområde (739771-163775) som SMHI kallar för Inloppet i Latunjaure. Medelhöjden är 421 meter över havet och ytan är 18,31 kvadratkilometer. Det finns inga avrinningsområden uppströms utan avrinningsområdet är högsta punkten. Nårvejåkkå (Laddonbäcken) som avvattnar avrinningsområdet har biflödesordning 4, vilket innebär att vattnet flödar genom totalt 4 vattendrag innan det når havet efter 240 kilometer. Avrinningsområdet består mestadels av skog (76 procent) och sankmarker (18 procent). Avrinningsområdet har 0,5 kvadratkilometer vattenytor vilket ger det en sjöprocent på 2,7 procent.